# Eristicophis macmahonii
Tên thông thường tiếng Anh: McMahon's viper, Asian sand viper, leaf-nosed viper, whiskered viper.
Eristicophis là một chi rắn viper có độc gồm một loài duy nhất, E. macmahonii. Nó là loài đặc hữu của khu vực hoang mạc Balochistan gần biên giới Iran, Pakistan, và Afghanistan. Hiện không có phân loài nào được công nhận.

## Tên gọi

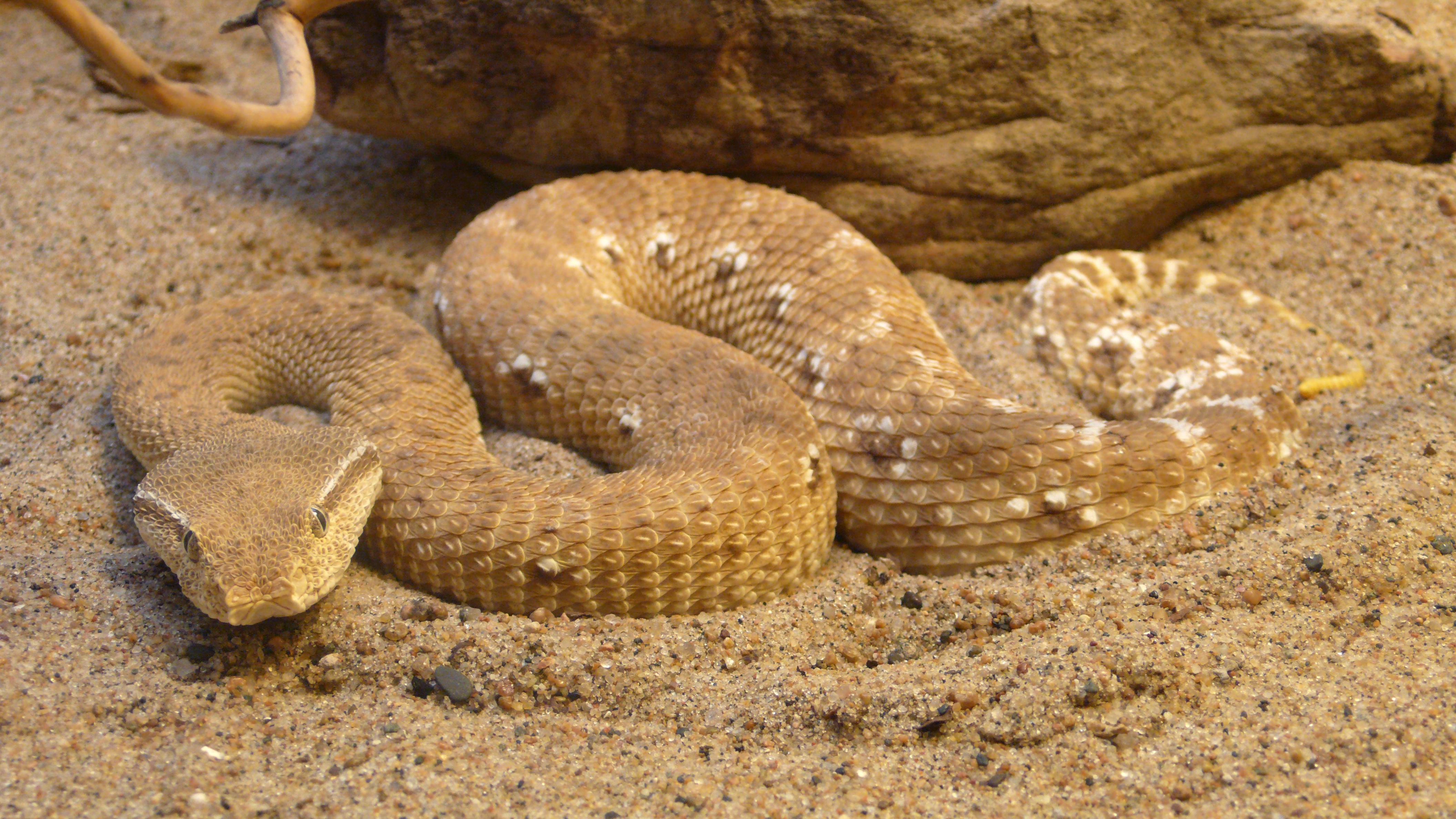
E. macmahonii

Tên loài, macmahonii (hoặc macmahoni), được đặt để vinh danh nhà ngoại giao người Anh Arthur Henry McMahon.

## Mô tả
Đây là một loài rắn khá nhỏ với tổng chiều dài (cơ thể + đuôi) ít hơn 1 m (39 in). Con đực thường đạt tổng chiều dài 22–40 cm (8,7–15,7 in), còn con cái đạt 28–72 cm (11–28 in).